# 阿部栄夫
阿部 栄夫（あべ しげお、1917年1月1日 - 1990年10月28日）は、日本の経営者。富士電機社長、会長を務めた。

## 経歴
東京都出身。1939年に東京帝国大学工学部電気工学科を卒業し、同年に富士電機製造(のちの富士電機)に入社。1967年11月に取締役に就任し、1970年11月に常務、1976年6月に専務を経て、1978年6月に副社長に就任し、1981年6月に社長に昇格。1986年6月に会長を就任。
1980年4月に藍綬褒章を受章し、1987年4月に勲二等旭日重光章を受章。
1990年10月28日急性心不全のために死去。73歳没。